# Geraecormobius salebrosus
Geraecormobius salebrosus is een hooiwagen uit de familie Gonyleptidae.